# 톰과 제리 쇼의 에피소드 목록
《톰과 제리 쇼》는 2014년부터 방송되고 있는 미국의 코미디 텔레비전 애니메이션이다. 캐나다에선 2014년 3월 1일 텔레툰에서, 미국에선 2014년 4월 9일 카툰 네트워크에서 방송이 시작되었다.

## 시리즈 개요
| 시즌 | 시즌 | 회수 | 방송 날짜       | 방송 날짜       |
| 시즌 | 시즌 | 회수 | 시즌 시작       | 시즌 종료       |
| ---- | ---- | ---- | --------------- | --------------- |
|      | 1    | 52   | 2014년 4월 9일  | 2014년 8월 4일  |
|      | 2    | 78   | 2016년 2월 6일  | 2017년          |
|      | 3    | 78   | 2017년 10월 2일 | 2019년          |
|      | 4    | 78   | 2019년          | 2021년 2월 19일 |

## 에피소드

### 시즌 1
| 전체 번호 | 시즌 번호 | 제목                                                     | 작가                       | 스토리보더                                        | 본 방송 날짜                                    | 대한민국 방송 날짜 | 미국 시청자 수 (100만) |
| --------- | --------- | -------------------------------------------------------- | -------------------------- | ------------------------------------------------- | ----------------------------------------------- | ------------------ | ---------------------- |
| 1         | 1a        | "스파이크는 억울해!" "Spike Gets Skooled"                | 더글러스 시걸              | 다이앤 크레덴서, 스콧 오브라이언, Mike Wisniewski | 2014년 3월 1일 (캐나다) 2014년 4월 9일 (미국)   | 2014년 7월 21일    | 1.08                   |
| 2         | 1b        | "마법에 걸렸어요!" "Cats Ruffled Fur-niture"             | 대럴 캠벨                  | 다이앤 크레덴서, 스콧 오브라이언, Mike Wisniewski | 2014년 3월 1일 (캐나다) 2014년 4월 9일 (미국)   | 2014년 7월 21일    | 1.08                   |
| 3         | 2a        | "침대소동" "Sleep Disorder"                              | 대럴 캠벨                  | 다이앤 크레덴서, 브루스 모리스, Mike Wisniewski   | 2014년 3월 1일 (캐나다) 2014년 4월 16일 (미국)  | 2014년 7월 21일    | 1.31                   |
| 4         | 2b        | "캠핑 이야기" "Tom's In-Tents Adventure"                 | 짐 프레이터                | 다이앤 크레덴서, 브루스 모리스, Mike Wisniewski   | 2014년 3월 1일 (캐나다) 2014년 4월 16일 (미국)  | 2014년 7월 21일    | 1.31                   |
| 5         | 3a        | "생일잔치" "Birthday Bashed"                             | 로버트 자피아              | 다이앤 크레덴서, 대린 맥고완, Mike Wisniewski     | 2014년 3월 8일 (캐나다) 2014년 4월 23일 (미국)  | 2014년 7월 28일    | 1.24                   |
| 6         | 3b        | "미인을 조심하세요" "Feline Fatale"                      | 마이클 케니                | 다이앤 크레덴서, 대린 맥고완, Mike Wisniewski     | 2014년 3월 8일 (캐나다) 2014년 4월 23일 (미국)  | 2014년 7월 28일    | 1.24                   |
| 7         | 4a        | "역시 집이 최고야!" "Cat Nippy"                          | 더글러스 시걸              | 리치 아론스, 로버트 수자                          | 2014년 3월 15일 (캐나다) 2014년 4월 30일 (미국) | 2014년 7월 29일    | 1.12                   |
| 8         | 4b        | "고양이 목숨은 아홉 개" "Ghost of a Chance"              | 로버트 자피아              | 리치 아론스, 로버트 수자                          | 2014년 3월 15일 (캐나다) 2014년 4월 30일 (미국) | 2014년 7월 29일    | 1.12                   |
| 9         | 5a        | "나 좀 빼줘!" "Holed Up"                                 | 짐 프레이터                | 월트 홀컴, 스콧 오브라이언                        | 2014년 4월 6일 (캐나다) 2014년 5월 14일 (미국)  | 2014년 8월 4일     | 정보 없음              |
| 10        | 5b        | "악당 바클리" "One of a Kind"                            | 애덤 버컬터                | 월트 홀컴, 스콧 오브라이언                        | 2014년 4월 6일 (캐나다) 2014년 5월 14일 (미국)  | 2014년 8월 4일     | 정보 없음              |
| 11        | 6a        | "운 좋은 날" "Belly Achin'"                              | 짐 프레이터                | 필 에르난데스, 알렉 메기븐                        | 2014년 4월 12일 (캐나다) 2014년 5월 21일 (미국) | 2014년 8월 5일     | 정보 없음              |
| 12        | 6b        | "수영장 만들기" "Dog Daze"                               | 짐 프레이터                | 필 에르난데스, 알렉 메기븐                        | 2014년 4월 12일 (캐나다) 2014년 5월 21일 (미국) | 2014년 8월 5일     | 정보 없음              |
| 13        | 7a        | "고양이의 본능" "Birds of a Feather"                     | Irving Belateche           | 대린 맥고완                                       | 2014년 4월 19일 (캐나다) 2014년 7월 7일 (미국)  | 2014년 8월 11일    | 정보 없음              |
| 14        | 7b        | "뱀파이어가 된 제리" "Vampire Mouse"                     | Irving Belateche           | 대린 맥고완                                       | 2014년 4월 19일 (캐나다) 2014년 7월 7일 (미국)  | 2014년 8월 11일    | 정보 없음              |
| 15        | 8a        | "도둑 잡기" "Entering and Breaking"                      | 짐 프레이터                | 알렉 메기븐                                       | 2014년 5월 3일 (캐나다) 2014년 7월 8일 (미국)   | 2014년 8월 12일    | 정보 없음              |
| 16        | 8b        | "실험실의 고양이" "Franken Kitty"                        | 리사 캡스트롬              | 알렉 메기븐                                       | 2014년 5월 3일 (캐나다) 2014년 7월 8일 (미국)   | 2014년 8월 12일    | 정보 없음              |
| 17        | 9a        | "길 고양이, 부치" "Tom-Foolery"                          | 로버트 자피아              | 팀 호지, 제이슨 레스코                            | 2014년 5월 14일 (캐나다) 2014년 7월 9일 (미국)  | 2014년 8월 18일    | 정보 없음              |
| 18        | 9b        | "유령이 나타났어요!" "Haunted Mouse"                     | 로버트 자피아              | 팀 호지, 제이슨 레스코                            | 2014년 5월 14일 (캐나다) 2014년 7월 9일 (미국)  | 2014년 8월 18일    | 정보 없음              |
| 19        | 10a       | "고양이 알레르기?" "Here's Lookin' A-Choo, Kid"          | Irving Belateche           | 리차드 베즐리, 프레드 클라인                      | 2014년 7월 10일                                 | 2014년 8월 19일    | 정보 없음              |
| 20        | 10b       | "초능력 과자" "Superfied"                                | 찰스 카니                  | 리차드 베즐리, 프레드 클라인                      | 2014년 7월 10일                                 | 2014년 8월 19일    | 정보 없음              |
| 21        | 11a       | "해충박멸 소동" "What a Pain"                            | 애덤 비첸                  | 오티스 브레이보이, 제이슨 레스코                  | 2014년 7월 11일                                 | 2014년 8월 25일    | 정보 없음              |
| 22        | 11b       | "숲속의 결투" "Hop to It!"                               | 애덤 비첸                  | 오티스 브레이보이, 제이슨 레스코                  | 2014년 7월 11일                                 | 2014년 8월 25일    | 정보 없음              |
| 23        | 12a       | "곰돌이를 돌려줘!" "For the Love of Ruggles"             | 존 에드워즈                | 프레드 클라인, 알렉 메기븐                        | 2014년 7월 14일                                 | 2014년 8월 25일    | 정보 없음              |
| 24        | 12b       | "명탐정 부치" "Sleuth or Consequences"                   | 존 에드워즈                | 프레드 클라인, 알렉 메기븐                        | 2014년 7월 14일                                 | 2014년 8월 25일    | 정보 없음              |
| 25        | 13a       | "오붓한 저녁 식사" "Dinner Is Swerved"                   | Irving Belateche           | 리차드 베즐리, 오티스 브레이보이                  | 2014년 7월 15일                                 | 2014년 8월 26일    | 정보 없음              |
| 26        | 13b       | "사랑의 묘약" "Bottled Up Emotions"                      | 로버트 자피아              | 리차드 베즐리, 오티스 브레이보이                  | 2014년 7월 15일                                 | 2014년 8월 26일    | 정보 없음              |
| 27        | 14a       | "그녀를 위해서라면" "Turn About"                         | 데니스 다우너              | 팀 호지, 대린 맥고완                              | 2014년 7월 16일                                 | 2015년 7월 27일    | 정보 없음              |
| 28        | 14b       | "크리스마스 악몽" "The Plight Before Christmas"          | 찰스 카니                  | 팀 호지, 대린 맥고완                              | 2014년 7월 16일                                 | 2015년 7월 27일    | 정보 없음              |
| 29        | 15a       | "나 홀로 집에" "Tuffy Love"                              | 짐 프레이터                | 토드 카트너, 제이슨 레스코                        | 2014년 7월 17일                                 | 2015년 7월 27일    | 정보 없음              |
| 30        | 15b       | "사라진 비둘기" "Poof!"                                  | 데니스 다우너              | 토드 카트너, 제이슨 레스코                        | 2014년 7월 17일                                 | 2015년 7월 27일    | 정보 없음              |
| 31        | 16a       | "대장을 뽑아요!" "Top Cat"                               | 애덤 러드맨                | 크리스 베일리, 다이앤 크레덴서, Mike Wisniewski   | 2014년 7월 21일                                 | 2015년 7월 28일    | 정보 없음              |
| 32        | 16b       | "엄마 마녀 되살리기" "Mummy Dearest"                     | 찰스 카니                  | 크리스 베일리, 다이앤 크레덴서, Mike Wisniewski   | 2014년 7월 21일                                 | 2015년 7월 28일    | 정보 없음              |
| 33        | 17a       | "애완동물의 왕국" "Domestic Kingdom"                     | 마크 제프리 밀러           | 팀 호지, 다이앤 크레덴서, Mike Wisniewski         | 2014년 7월 22일                                 | 2015년 8월 3일     | 정보 없음              |
| 34        | 17b       | "순간 이동 기계" "Molecular Breakup"                     | Irving Belateche           | 팀 호지, 다이앤 크레덴서, Mike Wisniewski         | 2014년 7월 22일                                 | 2015년 8월 3일     | 정보 없음              |
| 35        | 18a       | "톰과 제리, 비행기 타다!" "Just Plane Nuts"              | 더글러스 시걸              | 알렉 메기븐, 데이비드 슈워츠                      | 2014년 7월 23일                                 | 2015년 8월 3일     | 정보 없음              |
| 36        | 18b       | "호텔 소동" "Pets Not Welcome"                           | 더글러스 시걸              | 알렉 메기븐, 데이비드 슈워츠                      | 2014년 7월 23일                                 | 2015년 8월 3일     | 정보 없음              |
| 37        | 19a       | "톰과 제리, 유람선 타다" "Cruisin' for a Bruisin'"       | 더글러스 시걸              | 대린 맥고완, 알렉 메기븐                          | 2014년 7월 24일                                 | 2015년 8월 4일     | 정보 없음              |
| 38        | 19b       | "자동차 여행" "Road Trippin'"                            | 로버트 자피아              | 대린 맥고완, 알렉 메기븐                          | 2014년 7월 24일                                 | 2015년 8월 4일     | 정보 없음              |
| 39        | 20a       | "마법의 거울" "Magic Mirror"                             | 로버트 자피아              | 팀 호지                                           | 2014년 7월 25일                                 | 2015년 8월 10일    | 정보 없음              |
| 40        | 20b       | "뼈다귀는 어디에?" "Bone Dry"                            | 짐 프레이터, 로버트 자피아 | 린 헌터                                           | 2014년 7월 25일                                 | 2015년 8월 10일    | 정보 없음              |
| 41        | 21a       | "보디가드 로봇" "My Bot-y Guard"                         | 찰스 카니                  | 존 샌포드                                         | 2014년 7월 28일                                 | 2015년 8월 10일    | 정보 없음              |
| 42        | 21b       | "아기와 숨바꼭질" "Little Quacker and Mister Fuzzy Hide" | 존 에드워즈                | 윌 핀                                             | 2014년 7월 28일                                 | 2015년 8월 10일    | 정보 없음              |
| 43        | 22a       | "반지를 찾아라!" "Pipeline"                              | 로버트 자피아              | 존 샌포드                                         | 2014년 7월 29일                                 | 2015년 8월 11일    | 정보 없음              |
| 44        | 22b       | "천재가 된 톰" "No Brain, No Gain"                       | 존 에드워즈                | 팀 호지                                           | 2014년 7월 29일                                 | 2015년 8월 11일    | 정보 없음              |
| 45        | 23a       | "미스티는 어디에?" "Cat Napped"                          | 로버트 자피아              | 알렉 메기븐                                       | 2014년 7월 30일                                 | 2015년 8월 17일    | 정보 없음              |
| 46        | 23b       | "검은 고양이" "Black Cat"                                | 로버트 자피아              | 윌 핀                                             | 2014년 7월 30일                                 | 2015년 8월 17일    | 정보 없음              |
| 47        | 24a       | "배가 고파요!" "Hunger Strikes"                          | 더글러스 시걸              | 크리스 베일리                                     | 2014년 7월 31일                                 | 2015년 8월 17일    | 정보 없음              |
| 48        | 24b       | "무중력 장치" "Gravi-Tom"                                | 롭 허멜                    | 스콧 오브라이언                                   | 2014년 7월 31일                                 | 2015년 8월 17일    | 정보 없음              |
| 49        | 25a       | "유령들의 파티" "Ghost Party"                            | 로버트 자피아              | 팀 호지                                           | 2014년 8월 1일                                  | 2015년 8월 18일    | 정보 없음              |
| 50        | 25b       | "지구를 지켜라!" "Cat-Astrophe"                          | 로버트 자피아              | 다이앤 크레덴서, Mike Wisniewski                  | 2014년 8월 1일                                  | 2015년 8월 18일    | 정보 없음              |
| 51        | 26a       | "저주받은 루비" "Curse Case Scenario"                    | 존 에드워즈                | 알렉 메기븐                                       | 2014년 8월 4일                                  | 2015년 8월 24일    | 정보 없음              |
| 52        | 26b       | "생쥐가 된 톰" "Say Cheese"                              | 마이클 케니, 짐 프레이터   | 토드 카트너                                       | 2014년 8월 4일                                  | 2015년 8월 24일    | 정보 없음              |